# PanStamp

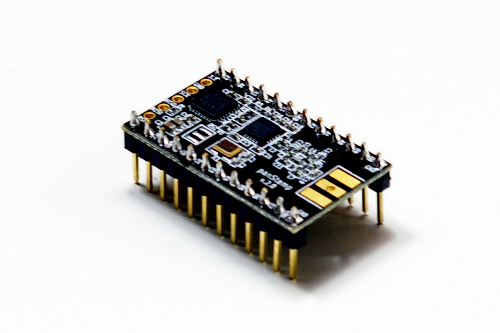
Módulo inalámbrico de baja potencia

panStamp es un módulo inalámbrico de baja potencia programable desde el entorno de programación Arduino. Cada módulo contiene un microcontrolador Atmega328p y una interfaz RF CC1101 de Texas Instruments, de modo que tanto computación como comunicaciones están cubiertos por un solo módulo compacto con formato DIP-24. Con todo esto, los módulos panStamp pueden formar redes inalámbricas de baja potencia, efectuar medidas sobre sensores externos y también controlar cargas mediante los correspondientes circuitos de adaptación.
La programación de panStamps es bastante sencilla. Basta con utilizar la librería open source proporcionada y seguir una metodología básica durante el desarrollo de la aplicación. De este modo, el desarrollador puede concentrarse en aquello que realmente importa de su proyecto: la aplicación. El resto, es decir, comunicaciones, gestión de configuraciones y el procesamiento de comandos es cubierto por el stack firmware, stack totalmente integrado en la librería Arduino panStamp.

## Especificaciones hardware

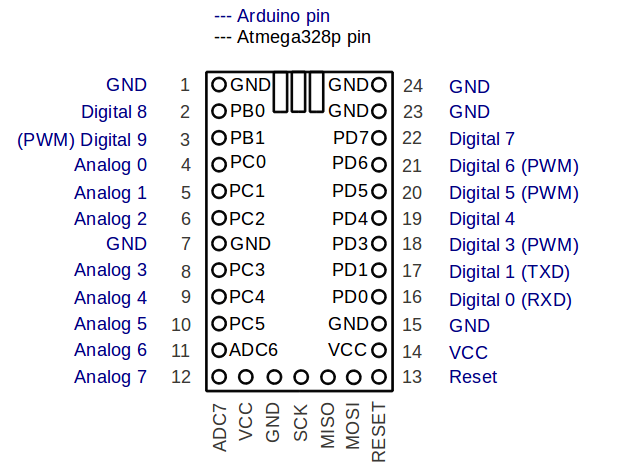
panStamp pin mapping

- Tamaño: 0.7 x 1.2 in (17.7 x 30.5 mm)
- MCU: Atmega328P de Atmel a 8MHz
- Flash: 32 KB
- RAM: 2 KB
- EEPROM: 1 KB
- Interfaz RF: CC1101 de Texas Instruments
- Bandas de frecuencia: 868/915 MHz
- Voltaje de operación: de 2.5 VDC a 3.6 VDC
- Consumo de corriente: 1-5 uA en modo durmiente. 2.5 mA durante las transmisiones.

## Modo de uso
Los módulos panStamp son programables igual que el resto de plataformas Arduino, con la diferencia de que los panStamp pueden comunicar además de forma inalámbrica. Los desarrolladores y usuarios pueden conectar sus sensores preferidos a este arduino inalámbrico, construir sus propias placas madre o hacer uso de cualquiera de los circuitos de sensores y actuadores disponibles en el mercado.

## Stack de comunicaciones y protocolo
Con el fin de garantizar la conectividad e interoperabilidad entre panStamps, el  el stack panStamp implementa  SWAP, un protocolo open source especialmente diseñado para las radios CC11XX de Texas Instruments. La pila o stack resultante ocupa alrededor de 7 KB de memoria Flash y menos de un KB de RAM.